# Jam session

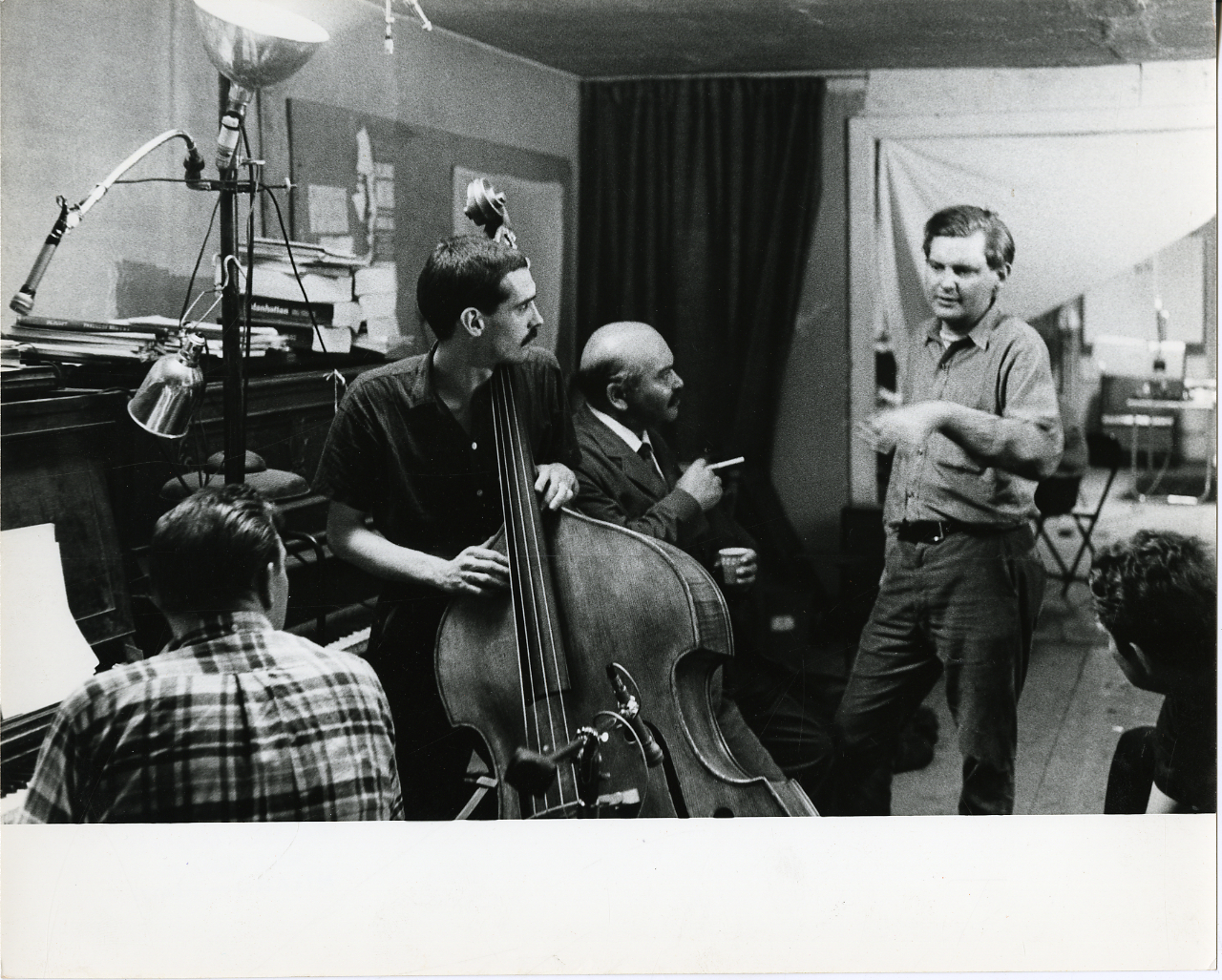
Jam session di jazz in casa di W. E. Smith. Foto di Paolo Monti, New York, New Rochelle, 1960.

Una jam session è una riunione (regolare o estemporanea) di musicisti che si ritrovano per una performance musicale senza aver nulla di preordinato, di solito improvvisando su griglie di accordi e temi conosciuti (standard).
Il termine, che probabilmente deriva da "Jamu", una parola Youruba (Africa occidentale) che significa "insieme in concerto", è nato negli anni venti negli ambienti jazz, e si è poi diffuso anche nel rock e, più tardi, nell'hip hop.
Una jam session può avere lo scopo di intrattenere un pubblico ma può anche essere un ritrovo di musicisti che hanno così l'opportunità di provare nuovo materiale musicale e mettere alla prova la loro abilità di improvvisatori in confronto con altri strumentisti; a volte è semplicemente un ritrovo sociale. 
Alle jam session possono partecipare musicisti di vari  livelli e possono avvenire in locali privati, pubblici o persino in spazi aperti.
Negli anni quaranta divennero leggendarie le jam session del club di New York Minton's Playhouse, che dopo l'orario di chiusura ospitava musicisti come Ben Webster e Lester Young e i giovani della nuova leva bebop come Thelonious Monk, Charlie Parker e Dizzy Gillespie. Questi incontri spesso si trasformavano in vere e proprie competizioni fra virtuosi.
Le jam session proprio per la loro estemporanietà, sono  un terreno fertile per l'incontro di musicisti, lo scambio di idee, e sono quindi l'occasione in cui nascono molte collaborazioni musicali.
A partire dagli anni sessanta anche musicisti rock presero l'abitudine di cimentarsi in jam session.
Ad esempio il bonus CD dell'ultima versione dell'album Layla di Eric Clapton con uno dei suoi primi gruppi (Derek & The Dominos) include una serie di registrazioni in jam session fra Clapton, i membri della sua band e altri musicisti. Il chitarrista Duane Allman, che partecipò alla jam, fu poi invitato a registrare alcuni brani del disco con Clapton.
Un altro esempio è la bonus track "Apple Jam" nel disco del 1970 All Things Must Pass di George Harrison.
Nella cultura Hip Hop, a partire dagli Anni '70 la tecnica del freestyle viene normalmente sperimentata all'interno di jam che possono avvenire ovunque, in qualsiasi luogo, specie all'interno di locali di medie dimensioni: qui le quattro discipline (MCing, DJing, Breaking, Graffiti Writing e in aggiunta anche BeatBoxing) vengono praticate in modo improvvisato.